# KV39
KV39 ist die Bezeichnung eines altägyptischen Grabes, das sich am Rande des Tals der Könige, am Eingang zum Wadi Biban el-Mulak befindet. Die genaue Zuordnung des Grabes ist unsicher, möglicherweise gehörte es Pharao Amenophis I. aus der 18. Dynastie.

## Zuordnung
Der im Papyrus Abbott enthaltene Bericht über eine Inspektion der Königsgräber zur Zeit von Ramses IX. gibt einen wichtigen Hinweis auf die Lage von Amenophis’ Grab. Dieses soll demnach genau 120 Ellen unterhalb eines markanten geographischen Punktes liegen, der als ahay bezeichnet wird. Der britische Ägyptologe Arthur Weigall identifiziert den ahay mit einer Gruppe von Arbeiterhütten, die sich auf einem Felsrücken über KV39 befindet. Ein im Papyrus Abbott erwähnter „Tempel des Gartens Amenhoteps“ konnte jedoch noch nicht ausfindig gemacht werden. Als weitere mögliche Grabstätte von Amenophis I. gilt das Grab AN B in Dra Abu el-Naga.

## Architektur

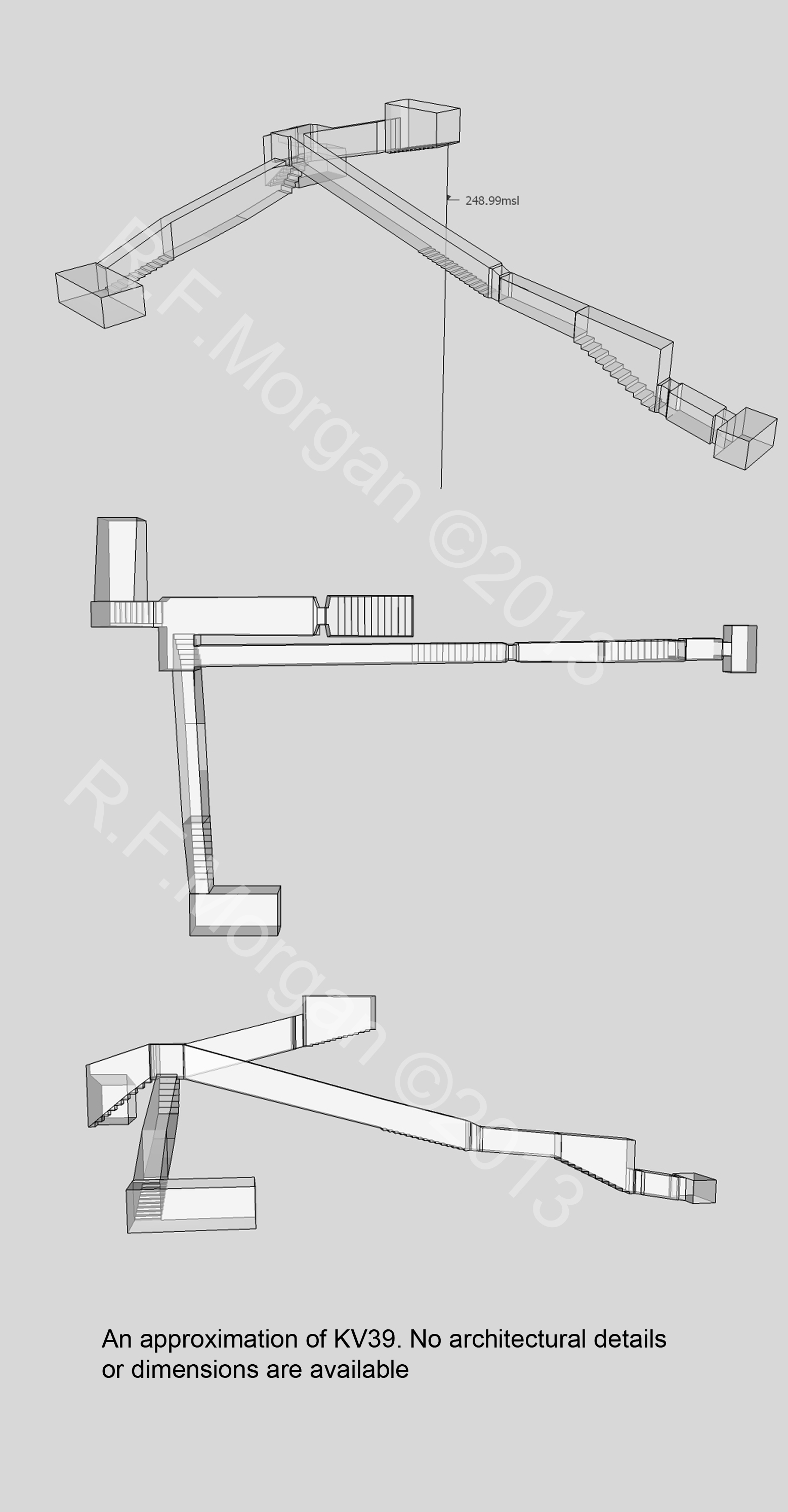
Isometrische Darstellung, Grundriss und Schnittzeichnung des Grabes

KV39 wurde von Victor Loret 1899 entdeckt und zeichnet sich durch seine ungewöhnliche Anlage aus. Es wurde zunächst als einfaches Korridorgrab begonnen und sollte vom Grabeingang in westliche Richtung verlaufen. Der Bau wurde jedoch früh aufgegeben und die erste Kammer blieb unvollendet. Etwas später wurde das Grab erheblich ausgebaut. Parallel zum ersten Gang in entgegengesetzter Richtung verlaufend entstand ein circa vierzig Meter langer Korridor mit zwei Treppen sowie rechtwinklig dazu ein etwas kürzerer Südkorridor. Beide Gänge enden jeweils in einer Kammer. Die südliche Kammer enthält eine mit Steinplatten zugedeckte Vertiefung im Boden, die für die Aufnahme eines Sarkophages bestimmt war. Für ein Grab aus der 18. Dynastie ist dieses Merkmal recht ungewöhnlich und erinnert eher an Gräber vor der Zeit des Neuen Reiches.

## Funde
Die Freilegung von KV39 Ende der 1980er förderte ungefähr 1350 Säcke mit Fundmaterial zu Tage. Diese enthielten Tonscherben, Calcitfragmente, Teile von Holzsärgen, Textilien, Metallsplitter, Tonkrugversiegelungen, Seilerwaren, Pflanzenspuren und Reste mehrerer menschlicher Skelette. Darunter befanden sich auch ungewöhnliche Sandsteinetiketten mit blauen Königskartuschen von Thutmosis I., Amenophis II. und möglicherweise Thutmosis II. Gefunden wurden außerdem ein Calcitfragment mit dem Titel des Grabinhabers sowie ein goldener Siegelring mit „dem Namen eines berühmten Pharaos der 18. Dynastie“.